# Aimeruda
Aimeruda o Eimeruda va ser una noble de la casa comtal d'Alvèrnia, casada en segones núpcies amb el comte Borrell II. Alguns apunten que era germana de la primera esposa del comte, Letgarda de Tolosa. Aimeruda havia estat casada amb anterioritat i tenia una filla anomenada Aldria, abans d'esdevenir muller de Borrell. Del nou matrimoni no tindria descendència, i a més a partir de la mort del comte el 993 no hi ha més notícies d'ella. És conegut que en el testament de Borrell, ell deixava a Aimeruda diversos alous de forma vitalícia per al seu sosteniment, per tant n'era usufructuària i no els podia alienar, en tot cas consta que després haurien de passar a la catedral de Girona i a altres seus.